# جیمز اندرونی
جیمز اندرونی (انگلیسی: James Andreoni؛ زادهٔ ۱ ژانویهٔ ۱۹۵۹) اقتصاددان و استاد دانشگاه در دانشگاه کالیفرنیا، سن دیگو اهل ایالات متحده آمریکا است.

## تحقیق‌ها
تحقیق‌های او بر اقتصاد رفتاری، اقتصاد تجربی و اقتصاد بخش عمومی تمرکز دارد. اندرونی برای تحقیقات خود دربارهٔ نوع دوستی و به‌ویژه برای تحقیق در پدیده بخشیدن به دلیل نور گرمای درون به خوبی شناخته شده‌است.